# Hlinitan strontnatý
Hlinitan strontnatý (SrAl2O4) je pevná, krystalická látka. Je to nehořlavý, bledě nažloutlý prášek s hustotou vyšší než voda.

## Fosforescence
Čistý hlinitan strontnatý funguje jako luminofor, ovšem pokud obsahuje malé množství europia, začne fosforeskovat. Podobně jako směs sulfidu zinečnatého a mědi na světle získá energii, kterou následně vysvítí. Hlinitan strontnatý svítí asi desetkrát více, desetkrát déle, avšak je mnohokrát dražší. Používá se do hraček, které ve tmě světélkují. Dá se jednoduše rozpustit v některých druzích plastu.
Obvykle září světlem o vlnové délce asi 520 nm, ovšem je možné připravit i některé jiné vlnové délky. Aby svítilo co nejdéle, přidávají se sloučeniny dysprosia.

Porovnání: Sulfid zinečnatý + měď proti hlinitanu strontnatému + europium
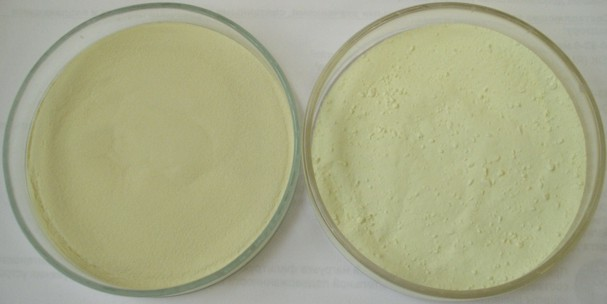
Vlevo je sulfid zinečnatý s mědí; vpravo: hlinitan strontnatý
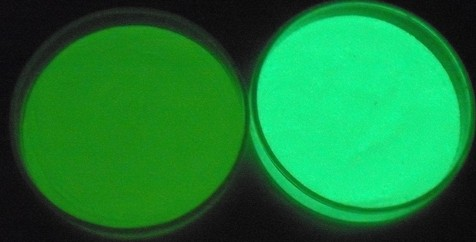
Po 1 minutě ve tmě.
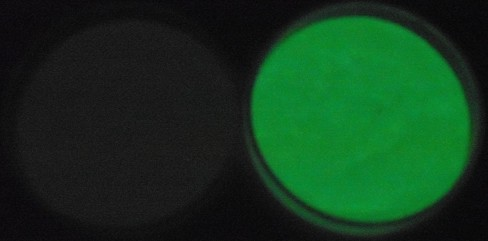
Po 4 minutách ve tmě.

## Výroba
Obvykle se hlinitan strontnatý vyrábí z kovového hliníku a oxidu nebo uhličitanu strontnatého. Vyrábí se v atmosféře kyseliny dusičné při zvýšeném tlaku a teplotě okolo 1 300 °C.
V laboratoři se dá připravit za pomocí následujících vysoce čistých látek:
| Látka                | Množství |
| Dusičnan strontnatý  | 530 mg   |
| Dusičnan hlinitý     | 1 875 mg |
| Dusičnan europnatý   | 10,7 mg  |
| Dusičnan dysprosnatý | 21,9 mg  |
| Močovina             | 3 900 mg |
| Kyselina boritá      | 30,9 mg  |

Vodný roztok se musí zahřívat rovnoměrně, což omezuje použití kahanu, ale neomezuje použití mikrovlnné trouby.
Dusičnany při zahřátí vytvoří prostředí kyseliny dusičné, a dále vznikne hlinitan strontnatý, europium a dysprosium. Močovina a kyselina boritá jsou pouze pro umožnění výroby.
Rovněž lze připravit reakcí chloridu strontnatého (popřípadě dusičnanu) s hlinitanem sodným:
2 Na3AlO3 + SrCl2 → 2 NaCl + Sr(AlO3)2